# De Pijp
De Pijp (pronunciación en neerlandés: /də ˈpɛip/; literalmente: «el tubo») es un barrio de Ámsterdam (Países Bajos). Está situado inmediatamente al sur del centro de la ciudad y forma parte del distrito Amsterdam-Zuid, en una zona de la ciudad conocida como el «antiguo sur» (Oud Zuid). Está servido por la estación De Pijp del Metro de Ámsterdam. La mayor parte de las calles de De Pijp están dedicadas a pintores neerlandeses, como Jan Havicksz Steen, Frans Hals, Jacob van Ruisdael o Vincent van Gogh. Las tres secciones que componen el barrio son Oude Pijp, Nieuwe Pijp y Diamantbuurt.

## Localización y transporte
De Pijp se encuentra al sur del centro de la ciudad y del canal Singelgracht, entre el Boerenwetering al oeste y el río Ámstel al este. Sus calles principales son Stadhouderskade y Ceintuurbaan, en dirección este-oeste, y Ferdinand Bolstraat, Van Woustraat y Amsteldijk, en dirección norte-sur. El barrio está servido por las líneas 3, 4, 12, 16, 24 y 25 del Tranvía de Ámsterdam.
En 2003, el Ayuntamiento emprendió la construcción de la línea 52 (o línea norte-sur) del Metro de Ámsterdam, que conecta la parte septentrional de la ciudad con Zuidas, en su distrito sur. Esta línea, incluida una estación en Ferdinand Bolstraat llamada De Pijp, abrió al público en julio de 2018.

## Historia
La sección más antigua de De Pijp (llamada actualmente Oude Pijp) fue construida de manera rápida y económica en el siglo xix para alojar a una población en rápido crecimiento. El plan original era idealista. En el espíritu de Sarphati, el joven ingeniero municipal Van Niftrik presentó en 1866 el proyecto de un cinturón de expansión a gran escala en la zona de pólderes a las afueras de Ámsterdam, donde se construiría De Pijp (entonces llamado «barrio YY»), un hermoso nuevo centro.

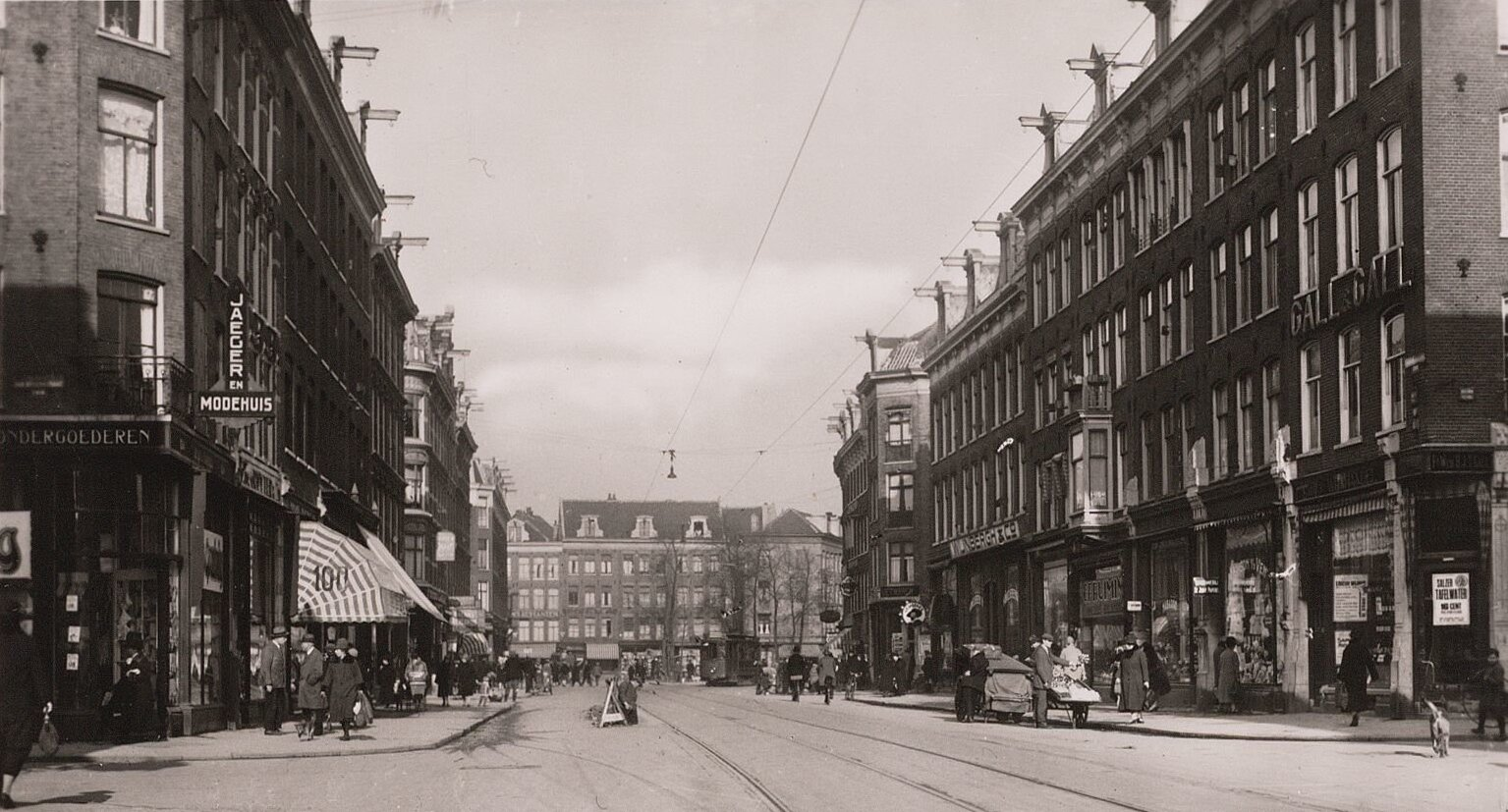
La Ferdinand Bolstraat en 1948.

El proyecto también contemplaba la construcción de la Estación Central de Ámsterdam en el centro de De Pijp, donde actualmente se encuentra el Sarphatipark, y de un moderno ferrocarril a lo largo del Ceintuurbaan. Al norte de las vías habría habido grandes bloques de apartamentos y calles anchas, y al sur, una zona de villas con avenidas arboladas en forma de estrella. El Plan YY tenía una grandeza que habría igualado a la de los nuevos barrios de París y Viena, pero el Ayuntamiento rechazó el proyecto.
Jan Kalff, director del Departamento de Obras Públicas, elaboró un nuevo proyecto, el Plan Kalff de 1876, también conocido como 19e-eeuwse-gordel («cinturón del siglo xix»). Lo único que mantuvo del antiguo proyecto fue la elevación de la zona de pólderes en aproximadamente 1.5 metros para permitir el drenaje y el alcantarillado. Se abstuvo de agrupar parcelas, por lo que la trama viaria era una copia de la antigua red de canales de los pólderes. Fue construido en su totalidad de la manera más rápida posible, usando materiales baratos. No se construyó ninguna villa. De Pijp se convirtió así en una zona de calles largas con una típica fachada urbana en forma de muro de edificios: generalmente de cuatro plantas, con la altura escalonada entre parcelas, cada uno de ellos rematado con una cornisa blanca y una barra con un gancho para levantar objetos, y con dos ventanas de anchura en la mayoría de las viviendas.
La parte meridional de De Pijp, incluido el Diamantbuurt (literalmente: «barrio de los diamantes»), se construyó unos años más tarde, en torno a 1925. Esta zona fue diseñada en el estilo arquitectónico de la Escuela de Ámsterdam.

## Descripción

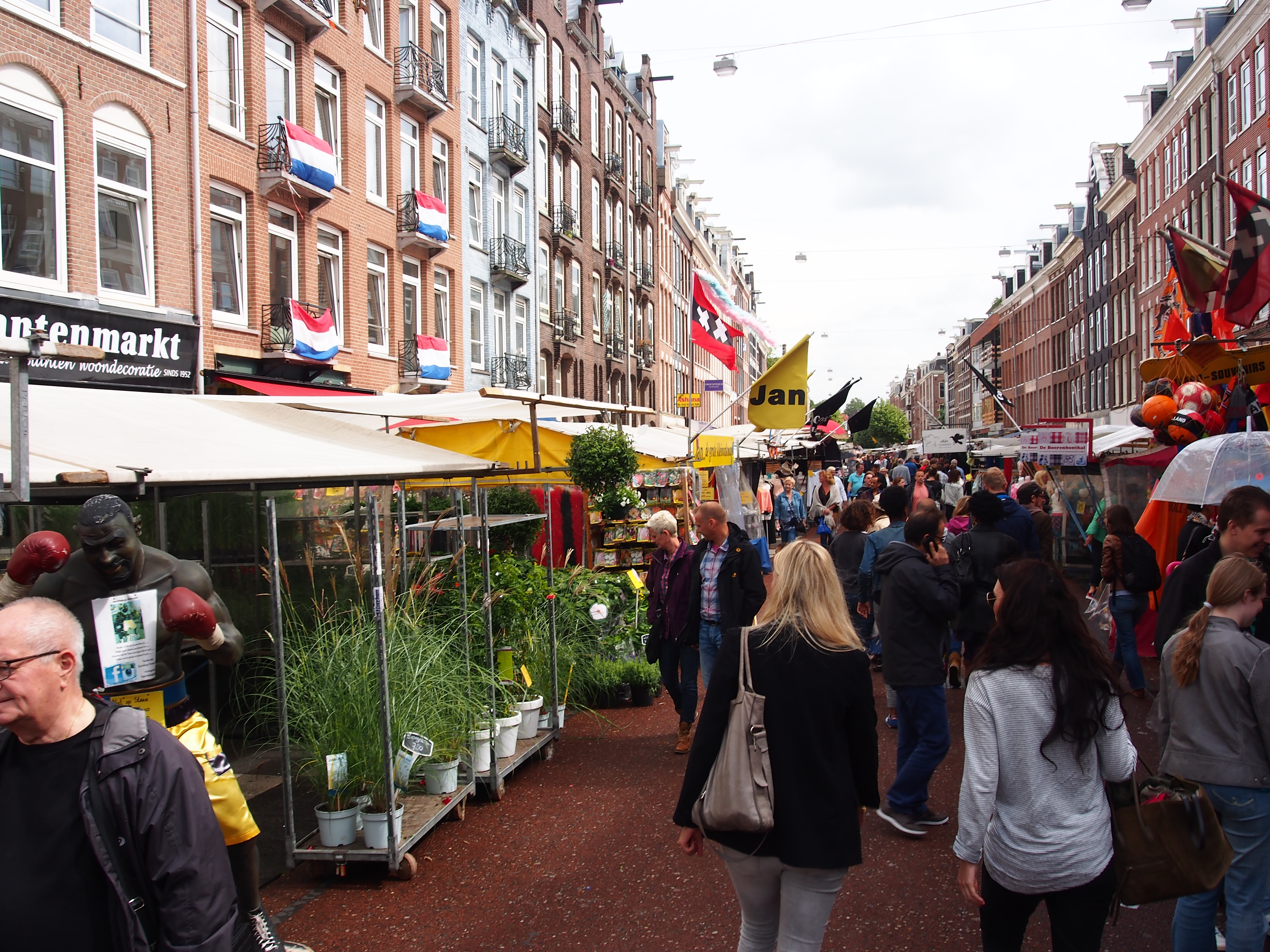
El Mercado de Albert Cuyp.

De Pijp está densamente poblado y tiene una población diversa, con un porcentaje relativamente alto de personas con un nivel educativo elevado y de personas que viven solas. Entre las personas célebres que han vivido en De Pijp se encuentran los pintores Piet Mondrian y Carel Willink, los escritores Willem Kloos, Frederik van Eeden y Gerard Reve, el cantante André Hazes y la actriz Carice van Houten. En 2013, Mano Bouzamour publicó una novela muy controvertida sobre su infancia y juventud como inmigrante en este barrio.
El mercado callejero más concurrido de los Países Bajos, el Mercado de Albert Cuyp, está situado en De Pijp. Abre seis días a la semana y atrae tanto a compradores locales como a turistas. La antigua fábrica de cerveza de Heineken en De Pijp es una importante atracción turística. Al lado de la antigua fábrica de cerveza está la Marie Heinekenplein, que tiene varios bares y cafeterías. Otras calles y plazas animadas son Frans Halsstraat, Ferdinand Bolstraat, Gerard Douplein, Van Woustraat y Ceintuurbaan. A lo largo del canal Ruysdaelkade hay un pequeño barrio rojo. El antiguo Ayuntamiento de Nieuwer-Amstel es uno de los monumentos notables de De Pijp.